# آنا کارنینا (فیلم ۱۹۹۷)
آنا کارنینا (انگلیسی: Anna Karenina) یک فیلم رمانتیک و درام به کارگردانی «برنارد رُز» است که در سال ۱۹۹۷ منتشر شد. این فیلم بر پایهٔ رمان آنا کارنینا اثرِ لئو تولستوی ساخته شده و تنها نسخهٔ سینمایی بین‌المللی از این رمان است که تماماً در کشور روسیه (در شهرهای مسکو و سن پترزبورگ) تصویربرداری شده است.
موسیقی بکار رفته در این فیلم، قطعاتِ کلاسیکِ انتخابی از پیوتر ایلیچ چایکوفسکی، سرگئی راخمانینف و سرگئی پروکفیف است که همگی توسط «ارکستر فیلارمونیک سن‌پترزبورگ» به رهبری سِر گئورگ سالتی اجرا شده‌اند.

## خلاصه داستان
«آنا» که یک اشراف‌زاده است با «کانت ورونسکی» که یک مرد جذاب و خوش‌تیپ است رابطه دارد و این رابطه دردسرهایی به دنبال دارد…

## بازیگران
- سوفی مارسو
- شان بین
- آلفرد مولینا
- میا کرشنر
- جیمز فاکس
- فیونا شاو
- دنی هوستون
- دیوید اسکوفیلد
- استفان گریف
- فیلیدا لاو
- پیوتر شلوخونوف
- جاستین وَدل
- ساسکیا ویکهام
- جنیفر هال
- جرمی شفیلد